# تزوجيني ، أتزوجك
تزوجيني ، أتزوجك (بالإنجليزية: Marry Me, Marry You)‏ هو مسلسل تلفزيوني فلبيني تم بثه على أي بي إس-سي بي إن في عام 2021.

## روابط خارجية
- تزوجيني ، أتزوجك على موقع IMDb (الإنجليزية)
- تزوجيني ، أتزوجك على موقع كينوبويسك (الروسية)
- تزوجيني ، أتزوجك على موقع قاعدة بيانات الفيلم (الإنجليزية)